# アレッサンドロ・ベンチュレラ

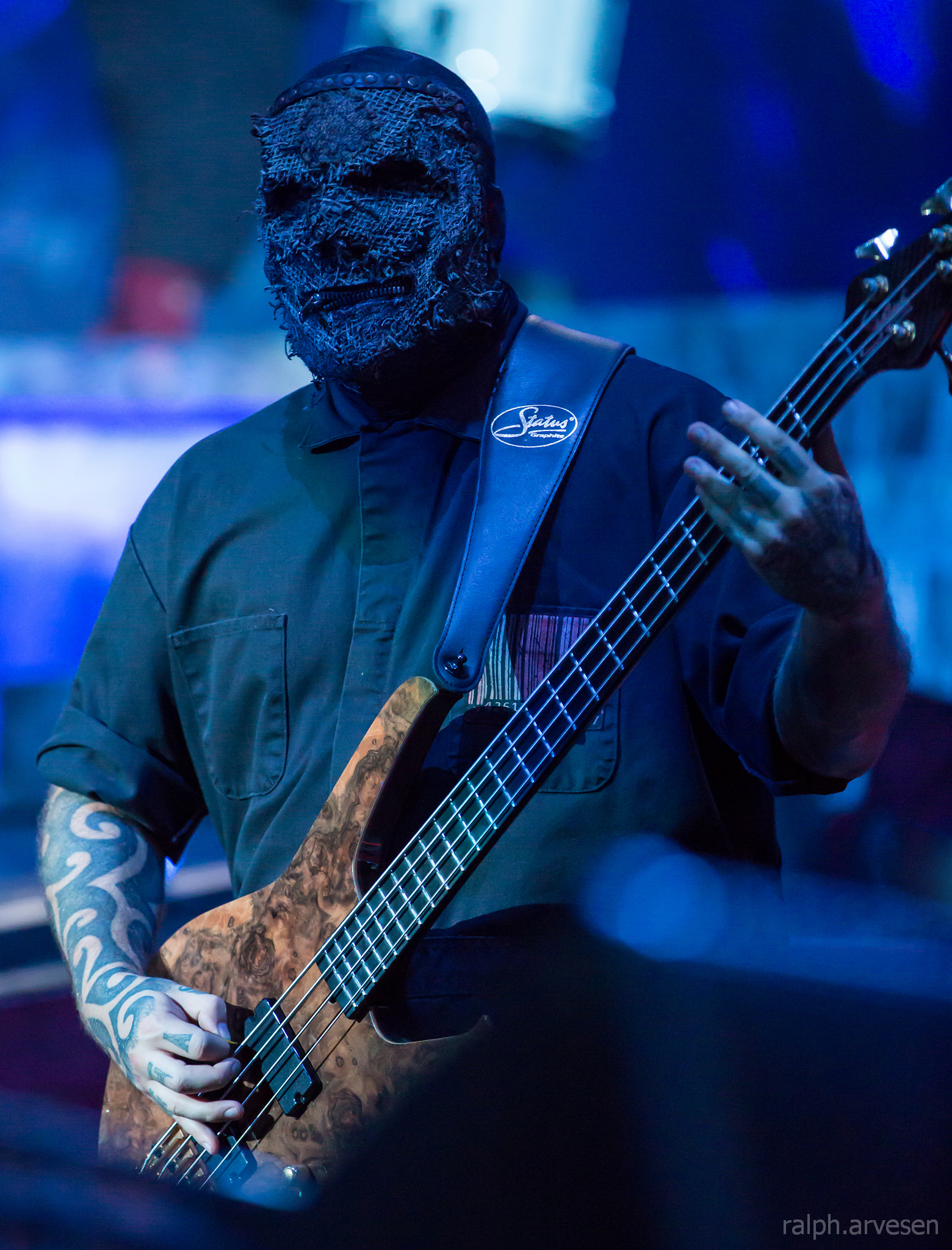
アレッサンドロ・ベンチュレラ

アレッサンドロ・ベンチュレラ（Alessandro Venturella、1984年4月12日 - ）はイギリスのミュージシャンで、現在はスリップノットのベーシストである。以前、KrokodilのリードギタリストとCry for Silenceとして活動していた。イタリア系イギリス人である。

## 来歴
イギリスのロンドンで育った。
2014年10月7日、スリップノットのフロントマンであるコリィ・テイラーは「The Devil in I」のMVでベンチュレラがベースを演奏していることが判明したことに驚いた。すべてのメンバーがMVでマスクを着用しているにもかかわらず、ベンチュレラのユニークな左手のタトゥーはMetal Chapel Newsによって報告されていた。テイラーは、「彼らはまだ公式のバンドメンバーではありませんが、彼らはバンドと一緒にプレイする人たちです。時間は彼らが完全なメンバーであるかどうかを判断します。」と公言した。
2015年8月2日、コネチカット州ハートフォードでのショー中に脱水症によって病院に緊急搬送された。2015年8月4日、マサチューセッツ州マンスフィールドで舞台に戻った。